# La finta giardiniera (Mozart)
La finta giardiniera (K 196) è un'opera lirica di Wolfgang Amadeus Mozart, composta all'età di 19 anni.
L'opera fu commissionata a Mozart dal principe elettore di Baviera Massimiliano III e venne rappresentata al Salvatortheater di Monaco di Baviera nella stagione di carnevale del 1775.
Il libretto, in cui l'opera è denominata "Dramma giocoso in tre atti", è presumibilmente di Giuseppe Petrosellini, ed è basato su un testo di Ranieri de' Calzabigi, che era già stato messo in musica dal compositore taggiasco Pasquale Anfossi. Sembra che Mozart non fosse particolarmente entusiasta di questo libretto, ma lo accettò senza apportarvi particolari modifiche.
Alla prima rappresentazione dell'opera seguirono, a causa di una malattia della prima donna, soltanto due repliche. Secondo una lettera di Mozart al padre Leopold, l'opera ebbe un grande successo.
Nel maggio 1780 (forse il 1°) andò in scena ad Augusta un adattamento in lingua tedesca in forma di Singspiel con il titolo di Die Gärtnerin aus Liebe (o Die verstellte Gärtnerin). La traduzione venne fornita da Johann Franz Joseph Stierle.
Il 2 aprile 1782 avviene la prima a Francoforte sul Meno di Sandrina oder Das verstellte Gräfin ed il 31 gennaio 1789 a Magonza come Das verstellte Gärtnermädchen.
Nel 1796 avviene la prima a Praga e nel 1797 ad Oleśnica (Bassa Slesia) come Die schöne Gärtnerin.
Al Wiener Staatsoper ebbe la première nel 1891 ed a New York nel 1927 come The Pretending Gardener.
Nel Regno Unito la première è stata nel 1930 a Londra, a Versailles nel 1964 come La fausse jardinière con Jane Berbié, nel 1965 a Strasburgo come La fausse jardinière, al Théâtre des Champs-Élysées di Parigi con Teresa Stich-Randall e la Berbié ed al Festival di Salisburgo con Graziella Sciutti, nel 1970 alla Piccola Scala di Milano diretta da Zoltán Peskó con Mariella Adani ed Enzo Dara, nel 1996 a Glasgow per la Royal Scottish Academy of Music and Drama (RSAMD) e nel 2001 a Cento (Italia) diretta da Claudio Desderi. Nel 2018 approda finalmente anche nella sala storica della Scala, nella versione diretta da Frederic Wake-Walker e con Diego Fasolis come direttore d'orchestra.

## Cast della prima assoluta
| Personaggio                | Tipologia vocale | Interpreti della prima 13 gennaio 1775 (direttore Johann Nepomuk Cröner) |
| -------------------------- | ---------------- | ------------------------------------------------------------------------ |
| Don Anchise                | tenore           | Augustin Sutor                                                           |
| Marchesa Violante/Sandrina | soprano          | Rosa Manservisi                                                          |
| Contino Belfiore           | tenore           | Giovanni Valesi                                                          |
| Arminda                    | soprano          | Signora Sutor                                                            |
| Cavalier Ramiro            | soprano castrato | Tommaso Consoli                                                          |
| Serpetta                   | soprano          | Teresina Manservisi                                                      |
| Roberto/Nardo              | basso            | Giovanni Rossi                                                           |

## Trama
Il contino Belfiore pugnala la marchesa Violante, sua promessa sposa, e credendola morta scappa da Milano. La donna sopravvive e, intenzionata a ritrovare l'amante infedele e chiedergli ragioni del suo agire, si finge una serva e si fa assumere sotto il falso nome di Sandrina come giardiniera dal Podestà di Lagonero, Don Anchise. Costui ha una nipote, Arminda, che è la nuova fiamma di Belfiore: l'opera si apre con i preparativi delle nozze tra i due.

### Atto primo
Al servizio del Podestà, Sandrina è corteggiata dal padrone di casa di cui però non ricambia le attenzioni; la serva Serpetta, che aspira alla scalata sociale, è gelosa delle attenzioni del Podestà verso Sandrina e la maltratta per questo; di questa è innamorato Nardo, che in realtà si chiama Roberto, servo di Violante/Sandrina che accompagna la padrona nella ricerca di Belfiore. A questa schiera di personaggi si aggiunge un altro innamorato respinto, Ramiro, ex fidanzato di Arminda e ospite dell'amico Podestà, del quale però ignora la parentela con la sua vecchia fiamma. 

Arriva il contino Belfiore e corteggia in maniera fin troppo affettata la promessa sposa, scatenando le ironie dei presenti e la gelosia di Arminda, che si accorge già della sua volubilità. Costei incontra Sandrina, che si lamentava nel giardino della sua sorte (Geme la tortorella): alla notizia del suo imminente matrimonio con Belfiore, Sandrina sviene. Arminda chiama soccorso e subito accorre il Contino, che rimane subito solo con la svenuta giardiniera perché Arminda esce per cercare un farmaco per farla rinvenire: Belfiore però riconosce subito Violante in Sandrina, e cerca di scoprire la vera identità della donna. Arminda rientra e si ingelosisce subito vedendo le attenzioni di Belfiore verso la giardiniera, ma viene ripresa da Ramiro che scopre così la sua parentela con il Podestà e le rinfaccia la sua infedeltà. A complicare la vicenda ci pensa Serpetta che, per rovinare la reputazione di Sandrina, corre a spifferare al geloso Podestà che la "sua" giardiniera fa la corte al Contino.

### Atto secondo
Mentre Ramiro si lagna ancora dell'infedeltà di Arminda, che a sua volta si lamenta dell'incostanza del promesso sposo, Belfiore cerca di scoprire la verità da Sandrina, ma costei cerca di tenerlo a distanza ricordandogli la morte della "vera" Violante. 
 Nel frattempo, Ramiro porta al Podestà un'istanza regale da Milano in cui si ordina l'immediato arresto di Belfiore per l'omicidio della marchesa Violante. Durante un sommario processo, il Contino viene però scagionato dalla stessa Sandrina che rivela la sua vera identità di fronte all'incredulità dei presenti, e si ritira respingendo ancora l'ex fidanzato. Se il Podestà bolle di gelosia, Arminda medita vendetta, e assolda dei sicari per rapire Sandrina e lasciarla in una grotta presso il bosco vicino per farla sparire dalla circolazione. 

Il Contino viene però informato da Nardo della sparizione di Sandrina, e parte con lui alla sua ricerca, seguito a ruota da tutti gli altri personaggi che cercano chi di favorire chi di impedire il ritrovamento della giardiniera. Per lo stress emotivo subito, sia Belfiore che Violante/Sandrina perdono la ragione e impazziscono di fronte agli occhi sgomenti degli altri.

### Atto terzo
Mentre i due a poco a poco rinsaviscono, Serpetta inizia a stancarsi delle ritrosie del Podestà e inizia a preferirgli Nardo, mentre Arminda e Ramiro continuano a bisticciare per la loro relazione conclusa. Violante e Belfiore si rappacificano e si sposano all'insaputa di tutti: rimasta a bocca asciutta, Arminda viene sposata dallo zio a Ramiro, mentre Nardo ottiene la mano di Serpetta. L'opera si conclude con un coro inneggiante alla fedeltà e all'amore costante della "finta giardiniera".

## Organico orchestrale
La partitura di Mozart prevede l'utilizzo di:
- 2 flauti, 2 oboi, 2 fagotti
- 4 corni, 2 trombe
- archi.

Il basso continuo nei recitativi secchi è garantito dal clavicembalo e dal violoncello.

## Struttura musicale
- Ouverture

### Atto primo
- N. 1 Introduzione Che lieto giorno, che contentezza (Sandrina, Serpetta, Ramiro, Il Podestà, Nardo)
- N. 2 Aria Se l'augellin sen fugge (Ramiro)
- N. 3 Aria Dentro il mio petto io sento (Podestà)
- N. 4 Aria Noi donne poverine (Sandrina)
- N. 5 Aria A forza di martelli (Nardo)
- N. 6 Aria Che beltà, che leggiadria (Il Contino)
- N. 7 Aria Si promette facilmente (Arminda)
- N. 8 Aria Da Scirocco a Tramontana (Contino)
- N. 9a Cavatina Un marito, oh Dio, vorrei (Serpetta)
- N. 9b Cavatina Un marito, oh Dio, vorresti (Nardo)
- N. 10 Aria Appena mi vedon (Serpetta)
- N. 11 Cavatina Geme la tortorella (Sandrina)
- N. 12 Finale Numi! che incanto è questo (tutti)

### Atto secondo
- N. 13 Aria Vorrei punirti indegno (Arminda)
- N. 14 Aria Con un vezzo all'italiana (Nardo)
- N. 15 Aria Care pupille, pupille belle (Contino)
- N. 16 Aria Una voce sento al core (Sandrina)
- N. 17 Aria Una damina, una nipote (Podestà)
- N. 18 Aria Dolce d'amor compagna (Ramiro)
- N. 19 Recitativo [accompagnato] ed Aria Ah non partir - Già divento freddo (Contino)
- N. 20 Aria Chi vuol godere il mondo (Serpetta)
- N. 21 Aria Crudeli, fermate, crudeli (Sandrina)
- N. 22 Cavatina Ah dal pianto, dal singhiozzo (Sandrina)
- N. 23 Finale Fra quest'ombre, o questo scuro (tutti)

### Atto terzo
- N. 24 Aria e Duetto
  - Aria Mirate che contrasto (Nardo)
  - Duetto Da bravi seguitate (Sandrina, Contino)
- N. 25 Aria Mio padrone, io dir volevo (Podestà)
- N. 26 Aria Va pure ad altri in braccio (Ramiro)
- N. 27 Recitativo [accompagnato] e Duetto Dove mai son! - Tu mi lasci? (Sandrina, Contino)
- N. 28 Finale. Coro Viva pur la giardiniera (tutti)

## Discografia
| Anno                       | Cast (Sandrina, Belfiore, Ramiro, Arminda, Nardo, Serpetta, Podestà)                                                        | Direttore               | Etichetta      |
| -------------------------- | --- | ----------------------- | -------------- |
| 1972 (versione in tedesco) | Helen Donath, Werner Hollweg, Tatiana Troyanos, Jessye Norman, Hermann Prey, Ileana Cotrubaș, Gerhard Unger                 | Hans Schmidt-Isserstedt | Philips        |
| 1980                       | Julie Conwell, Thomas Moser, Brigitte Fassbaender, Lilian Sukis, Barry McDaniel, Jutta-Renate Ihloff, Ezio Di Cesare        | Leopold Hager           | Philips        |
| 1991                       | Edita Gruberová, Uwe Heilmann, Monica Bacelli, Charlotte Margiono, Anton Scharinger, Dawn Upshaw, Thomas Moser              | Nikolaus Harnoncourt    | Teldec         |
| 2012                       | Sophie Karthäuser, Jeremy Ovenden, Marie-Claude Chappuis, Aleksandrina Pendačanska, Michael Nagy, Sunhae Im, Nicolas Rivenq | René Jacobs             | Harmonia Mundi |